# Уску
Уску (также известен как афра) — папуасский язык, на котором говорят в Индонезии (деревни Южный Джаяпура, Уску, западнее территорий Намла и южнее Молоф). Вурм (1975) поместил его в самостоятельную ветвь трансновогвинейских языков, но Росс (2005) не мог найти достаточно доказательств, чтобы классифицировать его. Не имеет очевидных связей с другими языками. Местные жители в основном пожилого возраста, которые также используют индонезийский язык.